# Савойский гражданский орден
Савойский гражданский орден (итал. Ordine Civile di Savoia) — орден Сардинского и Итальянского Королевств, Савойского дома.

## История
Орден был учреждён Сардинским королём Карлом Альбертом 29 октября 1831 года для награждения тех, кто деятельностью в сфере наук, искусств, мануфактур или коммерции оказал честь короне и государству. Орденом могли быть награждены только сардинские (итальянские) подданные. Кавалерам ордена были положены почести, присвоенные младшим офицерам. Было установлено максимальное число кавалеров, в начале — 40, с 1859 года — 50, с 1861 года — 60 и с 1887 года — 70.
После 1946 года орден был упразднён на территории Итальянской Республики, но, Король Италии Умберто II продолжал награждать орденом находясь в изгнании, и делал это до своей смерти 18 марта 1983 года.

## Знак ордена
Знак ордена представляет собой золотой крест покрытый голубой эмалью с белым медальоном. На медальоне помещалась монограмма короля «C.A.» (итал. Carlo Alberto) заменённая на монограмму «V.E.» (итал. Vittorio Emanuele II) после смерти Карла Альберта. На обратной стороне помещена надпись «Al Merito Civile 1831» (За гражданские заслуги. 1831). Лента ордена белая с голубой полосой в центре.

## Степени
Орден состоял из одного класса. награждённые орденом именовались кавалерами Савойского гражданского ордена.